# Eli Filip Heckscher
Eli Filip Heckscher (Estocolm 24 de novembre, 1879 - Estocolm 23 de desembre, 1952) fou un economista i polític suec.
Era membre d'una prominent família jueva, el seu pare fou l'home de negocis danès Isidor Heckscher i la seva esposa Rosa Meyer, i acabà l'ensenyament secundari el 1897. Estudià a les Universitats d'Uppsala i Göteborg, i es graduà el 1907.
Fou professor d'economia política i estadística a l'Escola d'Economia d'Estocolm del 1909 al 1929, quan ho deixà per a dedicar-se a la recerca professional en història econòmica, pràctica que va abandonar quan es va retirar com a professor emèrit el 1945. Les seves teories, partidàries del laissez-faire i de la no-intervenció estatal en l'economia, eren molt influïdes per les de David Ricardo.
Segons una bibliografia publicada el 1950, havia publicat 1.148 llibres i articles, entre els quals hi ha l'estudi sobre el Mercantilisme, traduït a moltes llengües, així com una monumental història econòmica de Suècia. És més conegut per un model sobre comportament del comerç internacional que va desenvolupar amb Bertil Ohlin.
El seu fill Gunnar Heckscher (1909-1987), fou politicòleg i líder del Partit Conservador Suec (Högerpartiet) el 1961-1965.

## Obres
- Kontinentalsystemet (El sistema continental, 1918)
- The Effect of Foreign Trade on the Distribution of Income (1921)
- Merkantilismen: ett led i den ekonomiska politikens historia  (Mercantilisme, una interpretació i la història de l'economia política, 1931)
- Sveriges ekonomiska historia fran Gustav Vasa (Història econòmica de Suècia des de Gustau Vasa, 1935-49)